# Glasgow (Pennsilvània)
Glasgow és una població dels Estats Units a l'estat de Pennsilvània. Segons el cens del 2000 tenia 63 habitants.

## Demografia
Segons el cens del 2000, Glasgow tenia 63 habitants, 27 habitatges, i 17 famílies. La densitat de població era de 304,1 habitants per quilòmetre quadrat.
Dels 27 habitatges en un 18,5% hi vivien nens de menys de 18 anys, en un 44,4% hi vivien parelles casades, en un 7,4% dones solteres, i en un 37% no eren unitats familiars. En el 25,9% dels habitatges hi vivien persones soles el 18,5% de les quals corresponia a persones de 65 anys o més que vivien soles. El nombre mitjà de persones vivint en cada habitatge era de 2,33 i el nombre mitjà de persones que vivien en cada família era de 2,88.
Per edats la població es repartia de la següent manera: un 14,3% tenia menys de 18 anys, un 7,9% entre 18 i 24, un 33,3% entre 25 i 44, un 14,3% de 45 a 60 i un 30,2% 65 anys o més.
L'edat mediana era de 42 anys. Per cada 100 dones de 18 o més anys hi havia 107,7 homes.
La renda mediana per habitatge era de 33.500 $ i la renda mediana per família de 36.250 $. Els homes tenien una renda mediana de 26.563 $ mentre que les dones 15.625 $. La renda per capita de la població era de 17.989 $. Entorn del 12,5% de les famílies i el 12,7% de la població estaven per davall del llindar de pobresa.

## Poblacions més properes
El següent diagrama mostra les poblacions més properes.